# Maggie, dítě ulice
Maggie, dítě ulice (v originále Maggie: A Girl of the Streets) je naturalistická novela amerického spisovatele Stephena Cranea. Poprvé byla publikována v roce 1893 a jednalo se o první naturalistickou novelu v Americe. Novela byla vydána pod pseudonymem a na vlastní náklady autora, kterého ponechala jako chudého a neznámého novináře na volné noze. Inspiraci k novele Crane čerpal z vlastních zkušeností s chudinskými čtvrtěmi v Bowery. Příběh je studií nevinné a zneužívané dívky z chudinské čtvrti v New Yorku, jenž je odsouzena k prostituci a následné smrti.

## Děj
Jimmie, chudý chlapec, se dostává do boje s partou kluků ze sousedství. Je však zachráněn svým známým Petem. Zbitý Jimmie odchází domů do chudinské čtvrti, kde se seznamujeme s jeho násilnými a soustavně opilými rodiči, starší plachou sestrou Maggie a malým bratrem Tommiem. Večer, který následuje, se zdá být pro rodinu typický – otec odchází do baru, matka běsní a opíjí se do zapomnění, zatímco děti se v koutě třesou strachy.
Jak čas plyne, Jimmieho otec a bratr Tommie umírají a z Jimmieho se stává cynický a agresivní mladík. Naopak Maggie je vůči neštěstí rodiny jaksi imunní, je krásná a má naději v lepší život. Z Peteho se stal barman, a jako jediný nežije v bídě. Maggie je jím okouzlena, vidí v něm příslib lepšího života, zatímco on jí považuje jen za snadnou kořist. Nicméně spolu začnou chodit. To se nelíbí jak matce, tak bratrovi Jimmiemu, který se opije a s Petem se pohádá. Po tomto incidentu, Maggie opouští domov, aby mohla žít s Petem. Jejich štěstí však netrvá dlouho, neboť pár týdnů po útěku z domu je Maggie s Petem v baru, kde potkají Nellie, zdánlivě sofistikovanou ženu, jenž Petea přesvědčí, aby Maggie opustil. Opuštěná Maggie se tak chce vrátit domů, nicméně její rodina ji odmítá.
Zde končí lineární vyprávění a následuje sled epizod v chronologickém pořadí s určitým časovým odstupem. Je zde výjev, kde Jimmie, který odsuzoval Maggieino chování, sám svede a opustí nejméně jednu ženu. V další epizodě se Maggie pokouší Petea navštívit, on se k ní však nehlásí a o několik měsíců později je zde obraz nejmenované prostitutky – pravděpodobně Maggie – procházející ulicemi New Yorku naprosto opuštěná. Stejně tak je opuštěn i Pete – opilý v baru, obklopen ženami, ale opuštěn Nellie. Celá novela následně končí tím, že Jimmie oznamuje své matce Mary, že Maggie byla nalezena mrtvá. Mary dramaticky truchlí a pokrytecky pronáší: „Odpouštím jí!“ 

## Interpretace a styl díla
Crane musel vydat novelu sám, protože žádný redaktor nebyl ochoten riskovat vydání díla tak hrubého a pesimistického k americké společnosti a lidské povaze. Jeho novela je realistická v tom, že odmítá klišé o lidské dobrotě a o prosperitě americké společnosti, namísto toho odhaluje bídu, pokrytectví a sentimentalismus skryté pod povrchem zdánlivě dokonalé společnosti.
Realistická díla mají tendenci zobrazovat protagonisty jako subjekty podřízené masivním společenským silám, které jsou prakticky nevyhnutelné – v tomto případě chudobě a rodinné brutalitě. Maggie je předurčena k tragickému osudu, avšak ze svého bídného postavení se touží vymanit a svou jedinou záchranu vidí právě v Peteovi. Namísto vzestupu však klesá do ještě bídnějšího postavení prostitutky. V tomto díle ale nejsou vinny jen sociální síly, je poukázáno také na vlastní selhání Maggie. Její romantická povaha jí brání v tom, vidět svět jasně, a může tak za její pád a smrt stejně jako společenské síly.
Identita Maggie je charakterizována pomocí jejího vzhledu a oblečení. Poprvé se objevuje jako „malá otrhaná dívka“, oblečená v trhačkách a špíně, a jako taková zůstává neviděna. Později, kdy si je vědoma své fyzické krásy, se jí snaží využít k vzestupu po společenském žebříčku – využívá módu k napodobování vyšší třídy. V továrně na oděvy, kde nějaký čas pracuje, si uvědomuje, jak je drahé oblečení jednoduché reprodukovat a že by tak mělo být snadné změnit i ženu, která šaty nosí. Maggie tak vytváří spojení mezi módou, třídou a identitou. To se projevuje i v jejím zalíbení v Peteovi, obdivuje se totiž především jeho vzhledu. Sama je však nakonec ze svého módního oděvu svlečena a jako taková zůstává bez identity. Crane její existenci přirovnává k primitivnímu stavu, neboť se znovu ocitá ve špíně a zůstává pro své okolí neviditelná.
Novela je zasazena do pozdního devatenáctého století do newyorské čtvrti Bowery, jež v té době byla domovem imigrantů z Německa a Irska. Ti ve druhé polovině devatenáctého století hojně přicházeli do Ameriky a byli nuceni žít ve slumech v nehumánních podmínkách. Bowery bylo známé vysokou mírou prostituce, chudoby, alkoholismu a kriminality. Crane se ve svém díle snaží o realistické zobrazení těchto životních podmínek na pozadí vzestupu a pádu mladé ženy. Realistické zobrazení je umocněno mluvou postav, jelikož se nejedná o spisovný jazyk, ale o slang ulice, což svědčí o příslušnosti protagonistů k chudé společenské vrstvě. Promluvy postav nenesou skutečný význam. Postavy mají tendenci mluvit v tzv. „kódových frází“, respektive nedokážou se vymanit ze slangových konvencí řeči a využívají neustále stejné výrazy i v emočně odlišných situacích (údiv, zatracení).